# Enkianthus pauciflorus
Enkianthus pauciflorus là một loài thực vật có hoa trong họ Thạch nam. Loài này được E.H.Wilson mô tả khoa học đầu tiên năm 1907.